# Thyridiphora
Thyridiphora là một chi bướm đêm thuộc họ Crambidae.